# Lampria tolmides
Lampria tolmides är en tvåvingeart som först beskrevs av Walker 1849.  Lampria tolmides ingår i släktet Lampria och familjen rovflugor. Inga underarter finns listade i Catalogue of Life.